# Federação Pernambucana de Futebol
A Federação Pernambucana de Futebol (FPF-PE) é a entidade máxima do futebol no estado de Pernambuco. Fundada em 16 de junho de 1915, sob a denominação Liga Sportiva Pernambucana (LSP), a FPF-PE, tal como existe hoje, foi renomeada em 1955, quando ocorreu uma reestruturação na entidade e no estatuto, onde foi renomeada para Federação Pernambucana de Futebol até os dias atuais.
A FPF-PE é uma associação privada cuja principal atividade econômica é a produção e promoção de eventos esportivos. Ela responde diretamente a CBF, organização máxima que tem como principal objetivo liderar e promover a prática esportiva do futebol no Brasil. Sua sede localiza-se no bairro da Boa Vista, no Recife. A ela, respondem as Ligas Desportivas Municipais de Futebol, responsáveis pelos citadinos dos 184 municípios do estado.
À FPF-PE, cabe definir e publicar através do Boletim Informativo Diário (BID) os nomes dos atletas dos plantéis profissionais que estão legalmente aptos e autorizados a atuar em partidas oficiais de futebol. Caso haja divergências, o jogador cujo nome não conste no BID à véspera de uma partida não poderá atuar. A escalação de jogadores sem registro é considerada irregular e a equipe, dependendo da competição que disputar, estará sujeita a punições, tais como desclassificação da competição e perda de mandos de campo, entre outras sanções aplicadas. Ela é responsável unicamente a organizar e administrar todas as competições de futebol no estado; desde o profissional (masculino e feminino), até competições semiprofissional e amadora (categorias de base). Majoritariamente, a entidade defende e representa os interesses dos seus principais clubes, na CBF.
O atual presidente é Evandro Barros de Carvalho, que preside a FPF-PE desde 2011 em decorrência do falecimento do seu antecessor, Carlos Alberto Gomes de Oliveira. Reeleito em 2022 com 85,2% dos votos válidos, recentemente o presidente se envolveu em polemica com o Mirassol, onde criticava presença de “clubes de empresários” nas principais divisões nacionais, citando também Novorizontino e Athletic, criticando o clube do interior paulista como “Não é clube de Série A.” Apesar da critica,  a FPF-PE afirmou que Evandro Carvalho não possuía qualquer objeção a clubes emergentes, sejam constituídos como entidades associativas tradicionais ou no formato de clubes-empresa, o atual mandatário defende que o futebol brasileiro deveria contar com um modelo que preserve e valorize as grandes marcas, clubes históricos que, ao longo de décadas, construíram a identidade e a grandeza do nosso futebol e que possuem milhões de torcedores. Esses clubes são representações sociais e culturais fundamentais e são essenciais para a perpetuação da força do futebol nacional.

## Antecedentes
A origem da FPF-PE ocorreu na década de 1910. A criação vinha se desenhando há alguns anos, após as frustradas tentativas da direção do João de Barros (atual América-PE) com a Liga Pernambucana de Football e a Liga Recifense, em 1912 e 1913, respectivamente. Em 1915, foi criada a Liga Sportiva Pernambucana e em paralelo, a primeira edição do Campeonato Pernambucano de Futebol. Participaram da pioneira reunião os dirigentes do João de Barros, Peres, Flamengo, Santa Cruz e Agros de Socorro. O debate começou logo em relação à escolha do nome. Liga Pernambucana de Esportes e Liga Pernambucana de Esportes Atléticos foram os primeiros postos na mesa. Ambos rejeitados, terminando a noite com o nome “Liga Sportiva Pernambucana “, proposto não por acaso pelo primeiro presidente, Aristheu Accioly Lins. Em 1915, aliás, a presidência passou de mão quatro vezes, seguindo com Alcebíades Braga, Henrique Jacques e Melchior do Amaral. Aquele ano ainda ficaria marcado também pelo primeiro Campeonato Pernambucano, vencido pelo Flamengo do Recife, hoje extinto.

### Membros fundadores
Membros fundadores, por ordem de fundação.
 Torre Sport Club (13 de maio de 1909)
 Centro Sportivo do Peres (15 de junho de 1909)
 Santa Cruz Futebol Clube (3 de fevereiro de 1914)
 João de Barros Futebol Clube (atual América Futebol Clube) (12 de abril de 1914)
 Sport Club Flamengo (20 de abril de 1914)
 Colligação Sportiva Recifense (1915)

#### Equipes que dividem status de fundadores
- Sport Club do Recife
- Clube Náutico Capibaribe
- Associação Atlética Great Western (depois Ferroviário Esporte Clube do Recife, hoje Clube Ferroviário do Recife)
- Íbis Sport Club
- Auto Esporte Clube

#### Ligas presentes na fundação
- Liga Olindense de Desportos (Olinda)
- Liga Desportiva Caruaruense (Caruaru)
- Liga Desportiva Garanhuense (Garanhuns)
- Liga Desportiva de Pesqueira (Pesqueira)

#### Ligas
| 1  | Liga Desportiva Abreulimense             | Abreu e Lima            |
| 2  | Liga Desportiva de Afogados da Ingazeira | Afogados da Ingazeira   |
| 3  | Liga Araripinense de Desportos           | Araripina               |
| 4  | Liga Desportiva de Arcoverde             | Arcoverde               |
| 5  | Liga Barreirense de Desportos            | Barreiros               |
| 6  | Liga Desportiva Belojardinense           | Belo Jardim             |
| 7  | Liga Desportiva Bezerrense               | Bezerros                |
| 8  | Liga Desportiva Cabense                  | Cabo de Santo Agostinho |
| 9  | Liga Desportiva de Camaragibe            | Camaragibe              |
| 10 | Liga Carpinense de Desportos             | Carpina                 |
| 11 | Liga Desportiva Caruaruense              | Caruaru                 |
| 12 | Liga Desportiva de Cumaru                | Cumaru                  |
| 13 | Liga Cachoeirinhense de Desportos        | Cachoeirinha            |
| 14 | Liga de Desporto de Dormentes            | Dormentes               |
| 15 | Liga de Desporto Egipciense              | São José do Egito       |
| 16 | Liga Desportiva Garanhuense              | Garanhuns               |
| 17 | Liga Desportiva de Goiana                | Goiana                  |
| 18 | Liga Desportiva Gravataense              | Gravatá                 |
| 19 | Liga Desportiva de Igarassu              | Igarassu                |
| 20 | Liga Itaenguense de Desportos            | Lagoa de Itaenga        |
| 21 | Liga Desportiva de Itacuruba             | Itacuruba               |
| 22 | Liga Desportiva Ipojucana                | Ipojuca                 |
| 23 | Liga Desportiva de Jaboatão              | Jaboatão dos Guararapes |
| 24 | Liga Limoeirense de Desportos            | Limoeiro                |

| 25 | Liga Desportiva Lajedense               | Lajedo                   |
| 26 | Liga Lagoense de Desportos              | Lagoa do Carro           |
| 27 | Liga Desportiva de Nazaré da Mata       | Nazaré da Mata           |
| 28 | Liga Olindense de Desportos             | Olinda                   |
| 29 | Liga Desportiva dos Palmares            | Palmares                 |
| 30 | Liga Desportiva de Paudalho             | Paudalho                 |
| 31 | Liga Desportiva do Paulista             | Paulista                 |
| 32 | Liga Desportiva de Passira              | Passira                  |
| 33 | Liga Desportiva de Pesqueira            | Pesqueira                |
| 34 | Liga Desportiva de Petrolândia          | Petrolândia              |
| 35 | Liga Desportiva Petrolinense            | Petrolina                |
| 36 | Liga Desportiva de Salgueiro            | Salgueiro                |
| 37 | Liga Desportiva Sambentense             | São Bento do Una         |
| 38 | Liga Desportiva de Sanharó              | Sanharó                  |
| 39 | Liga Desportiva Santacruzense           | Santa Cruz do Capibaribe |
| 40 | Liga Desportiva de São Caetano          | São Caetano              |
| 41 | Liga Desportiva de São Lourenço da Mata | São Lourenço da Mata     |
| 42 | Liga Desportiva Serratalhadense         | Serra Talhada            |
| 43 | Liga Desportiva de Sertânia             | Sertânia                 |
| 44 | Liga Desportiva de Surubim              | Surubim                  |
| 45 | Liga Timbaubense de Desportos           | Timbaúba                 |
| 46 | Liga Desportiva Toritamense             | Toritama                 |
| 47 | Liga Desportiva Trindadense             | Trindade                 |
| 48 | Liga Desportiva de Tuparetama           | Tuparetama               |

## Títulos conquistados

### Masculino

#### Campeonato Brasileiro
- Campeonato Brasileiro - Série A – 1: Sport (1987[11])
- Campeonato Brasileiro - Série B – 1: Sport (1990)
- Campeonato Brasileiro - Série C – 2: Santa Cruz (2013), Náutico (2019)
- Campeonato Brasileiro - Série D – 1: Retrô (2024)

#### Copa do Brasil
- Copa do Brasil: Sport (2008)

#### Copa do Nordeste
- Copa do Nordeste – 4: Santa Cruz (2016), Sport (1994, 2000 e 2014)

#### Categoria de Base
- Copa do Nordeste Sub-20 – 2: Sport (2003), Náutico (2020)

## Presidentes
| Nº | Presidente                         | Período                     | Entidade                                         |
| -- | ---------------------------------- | --------------------------- | ------------------------------------------------ |
| 1  | Aristeu Acioli Lins                | 1915                        | Liga Sportiva Pernambucana (LSP)                 |
| 2  | Alcebíades Braga                   | 1915                        | Liga Sportiva Pernambucana (LSP)                 |
| 3  | Henrique Jacques                   | 1915                        | Liga Sportiva Pernambucana (LSP)                 |
| 4  | Melchior do Amaral                 | 1915 – 1917                 | Liga Sportiva Pernambucana (LSP)                 |
| 5  | Manoel da Silva Guimarães          | 1918 – 1919                 | Liga Pernambucana de Desportos Terrestres (LPDT) |
| 6  | João Reinaldo da Costa Lima        | 1919 – 1920                 | Liga Pernambucana de Desportos Terrestres (LPDT) |
| 7  | João Duarte Dias                   | 1920                        | Liga Pernambucana de Desportos Terrestres (LPDT) |
| 8  | Loyo Neto                          | 1920 – 1921                 | Liga Pernambucana de Desportos Terrestres (LPDT) |
| 9  | Artur Campelo                      | 1922 – 1924                 | Liga Pernambucana de Desportos Terrestres (LPDT) |
| 10 | Cícero Brasileiro de Melo          | 1925 – 1926                 | Liga Pernambucana de Desportos Terrestres (LPDT) |
| 11 | Júlio de Melo Filho                | 1926 – 1927                 | Liga Pernambucana de Desportos Terrestres (LPDT) |
| 12 | Renato Silveira                    | 1927 – 1928 e 1929 – 1930   | Liga Pernambucana de Desportos Terrestres (LPDT) |
| 13 | Maviael do Prado                   | 1928 – 1930 e 1935          | Liga Pernambucana de Desportos Terrestres (LPDT) |
| 14 | Carlos Rios                        | 1929 – 1930                 | Liga Pernambucana de Desportos Terrestres (LPDT) |
| 15 | Sebastião Maciel                   | 1936 – 1937                 | Federação Pernambucana de Desportos (FPD)        |
| 16 | Edgar Moury Fernandes              | 1938                        | Federação Pernambucana de Desportos (FPD)        |
| 17 | Tavares Buril                      | 1938 – 1939 e 1940 – 1941   | Federação Pernambucana de Desportos (FPD)        |
| 18 | Sidrack Correia de Oliveira        | 1940                        | Federação Pernambucana de Desportos (FPD)        |
| 19 | Alfredo Ramos                      | 1941 – 1943                 | Federação Pernambucana de Desportos (FPD)        |
| 20 | Edson Moury Fernandes              | 1943 – 1945                 | Federação Pernambucana de Desportos (FPD)        |
| 21 | Nilo de Brito Bastos               | 1946 – 1947                 | Federação Pernambucana de Desportos (FPD)        |
| 22 | Osvaldo Salsa                      | 1947                        | Federação Pernambucana de Desportos (FPD)        |
| 23 | Leopoldo Casado                    | 1947 – 1948                 | Federação Pernambucana de Desportos (FPD)        |
| 24 | José Rêgo Vieria                   | 1949 – 1950                 | Federação Pernambucana de Desportos (FPD)        |
| 25 | Sigismundo Cabral de Melo          | 1951 – 1953                 | Federação Pernambucana de Desportos (FPD)        |
| 26 | Évio de Abreu e Lima               | 1953 – 1954                 | Federação Pernambucana de Desportos (FPD)        |
| 27 | Rubem Rodriges Moreira             | 1954 – 1982                 | Federação Pernambucana de Futebol (FPF-PE)       |
| 28 | Dilson Prado Cavalcanti            | 1982 – 1985                 | Federação Pernambucana de Futebol (FPF-PE)       |
| 29 | Carlos Frederico Gomes de Oliveira | 1985 – 1995                 | Federação Pernambucana de Futebol (FPF-PE)       |
| 30 | Carlos Alberto Gomes de Oliveira   | 1995 – 2011                 | Federação Pernambucana de Futebol (FPF-PE)       |
| 31 | Evandro Carvalho                   | 2011 – 2022 e (2023 – 2026) | Federação Pernambucana de Futebol (FPF-PE)       |

Duração do mandato do presidente
- de 1915 a 1931 - um ano
- de 1932 a 1941 - dois anos
- de 1942 a 1988 - três anos
- a partir de 1989 - quatro anos

## Competições organizadas

### Futebol masculino
| Campeonato Pernambucano - Série A1  | 1915 | 2025 | Sport (44.º título)     |
| Campeonato Pernambucano - Série A2  | 1977 | 2024 | Jaguar (1.º título)     |
| Campeonato Pernambucano - Série A3  | 2023 | 2024 | América-PE (1.º título) |
| Categorias de base                  |      |      |                         |
| Campeonato Pernambucano Sub-20      | 1920 | 2024 | Sport (39.º título)     |
| Campeonato Pernambucano Sub-17      | 1980 | 2024 | Sport (16.º título)     |
| Campeonato Pernambucano Sub-15      | 1995 | 2024 | Sport (13.º título)     |
| Campeonato Pernambucano Sub-13      | 2021 | 2024 | Retrô (2.º título)      |
| Copa Pernambuco Sub-20              | 2024 | 2025 | Sport (1º título)       |
| Copa Pernambuco Sub-17              | 2024 | 2024 | Retrô (1.º título)      |
| Copa Pernambuco Sub-15              | 2024 | 2024 | Sport (1.º título)      |
| Copa Pernambuco Sub-13              | 2024 | 2024 | Sport (1.º título)      |
| Extintas                            |      |      |                         |
| Copa Pernambucano                   | 1994 | 2019 | Santa Cruz (5º título)  |
| Torneio Início de Pernambuco        | 1916 | 1981 | Central (1.º título)    |
| Campeonato Pernambucano do Interior | 2010 | 2011 | Araripina (1º título)   |
| Copa do Interior de Clubes Campeões | 1936 | 2014 | AC Milan (1º título)    |

### Futebol amador
| Competição                     | Primeira edição | Última edição | Atual campeão               |
| ------------------------------ | --------------- | ------------- | --------------------------- |
| Copa do Interior               | 1954            | 2024          | Paulista (5.º título)       |
| Campeonato Pernambucano Amador | —               | 2024          | Esportivo Pina (5.º título) |

### Futebol feminino
| Campeonato Pernambucano Feminino        | 1999 | 2024 | Sport (10.º título) |
| Categorias de base                      |      |      |                     |
| Campeonato Pernambucano Feminino Sub-17 | 2025 | 2025 | —                   |

## Ranking de clubes e federações

### Futebol masculino
Posição dos clubes pernambucanos no Ranking da CBF. Ranking atualizado em 28 de Dezembro de 2024

### Futebol feminino
Posição dos clubes pernambucanos no Ranking da CBF. Ranking atualizado em 28 de Dezembro de 2024

### Ranking das federações
A seguir, a posição da FPF-PE nos dois rankings da CBF — (masculino e feminino).
| Posição | Posição                | Pontos  | Pontos                 | Vagas na Copa do Brasil | Vagas na Copa do Nordeste | Vagas na Série D/Série A3 |
| Em 2025 | Comparados aos de 2024 | Em 2025 | Comparados aos de 2024 | Vagas na Copa do Brasil | Vagas na Copa do Nordeste | Vagas na Série D/Série A3 |
| ------- | ---------------------- | ------- | ---------------------- | ----------------------- | ------------------------- | ------------------------- |
| 10      | Estável                | 12.978  | (920)                  | 3 (M) – 2 (F)           | 4 (M) – NP                | 2 (M) – 1 (F)             |
| 12      | Baixa                  | 6.608   | (276)                  | 3 (M) – 2 (F)           | 4 (M) – NP                | 2 (M) – 1 (F)             |